# Panhard 138
La Automitrailleuse de combat Panhard 138, conosciuta anche come AM20, era un'autoblindo francese sviluppata tra le due guerre mondiali, rimasta allo stato di prototipo.

## Storia
Nel 1922 l'Armée de terre emanò un bando per un'autoblindo ruotata "Automitrailleuse de Combat No 1" (AMC n°1) per la cavalleria e per un'"Automitrailleuse de Combat No 2" (AMC n°2) cingolata. La Panhard era presente nel campo della produzione di veicoli militari già da prima della Grande Guerra, con la produzione di componenti per autoblindo e rispose al bando per la blindo ruotata. L'unico prototipo realizzato venne provato estesamente per un anno ma infine non venne adottato a causa della scarsa potenza del motore e la ridotta blindatura. Il progetto servì tuttavia da base per lo sviluppo delle autoblindo Panhard 165/175 e 179.

## Tecnica
Il veicolo, basato sul telaio della Panhard 20CV, modificato con sospensioni rinforzate, rapporti ridotti e blocco differenziale. Il mezzo pesava meno di 4 t, aveva doppio posto di guida e una velocità di 55 km/h. Lo scafo era costituito da piastre rivettate spesse 12 mm. L'equipaggio era costituito da quattro uomini (pilota, secondo pilota, capocarro e cannoniere).
La torretta circolare era armata di cannone Puteaux SA 18 da 37/21 mm e di una mitragliatrice Hotchkiss Mle 1914 cal. 8 mm posteriore, "in fuga".